# 유신견
유신견(有身見, 산스크리트어: satkāya-dṛṣṭi, 팔리어: sakkāya-diṭṭhi, 영어: view of individuality, self view, identity view) 또는 살가야견(薩迦耶見)은 다음의 분류, 그룹 또는 체계의 한 요소이다.
- 부파불교의 설일체유부의 교학에서 탐(貪) · 진(瞋) · 치(癡) · 만(慢) · 견(見) · 의(疑)의 6가지 근본번뇌(根本煩惱) 즉 6수면(六隨眠) 가운데 견에 속한다.
- 대승불교의 유식유가행파와 법상종의 교학에서 탐(貪) · 진(瞋) · 치(癡) · 만(慢) · 의(疑) · 악견(惡見)의 6가지 근본번뇌(根本煩惱) 가운데 악견에 속한다. 악견은 부정견(不正見)이라고도 하며 간단히 견(見)이라고도 한다.
- 대승불교의 유식유가행파와 법상종의 5위 100법의 법체계에서 심소법(心所法: 51가지)의 번뇌심소(煩惱心所: 6가지) 가운데 하나인 부정견 또는 악견의 세부 분류인 유신견 · 변집견 · 사견 · 견취 · 계금취의 5견(五見) 즉 5가지 염오견(染汚見) 가운데 하나이다.
- 부파불교의 설일체유부의 5위 75법의 법체계에는 부정견 또는 악견이라는 항목이 없는데, 이는 설일체유부에서는 부정견 또는 악견이 심소법(心所法: 46가지) 중 대지법(大地法: 10가지) 가운데 하나인 혜(慧)의 그릇된 상태인 염혜(染慧) 즉 오염된 지혜에 속하는 것으로 보기 때문이다.
- 부파불교의 설일체유부의 탐 · 진 · 치 · 만 · 유신견 · 변집견 · 사견 · 견취 · 계금취 · 의의 10수면(十隨眠) 가운데 하나이다.[2]

유신견(有身見)은 소의신(所依身), 즉 5온(五蘊)의 화합체 또는 5취온(五取蘊)을 실유(實有)라고 집착하는 견해이다. 즉, 5온의 화합체 또는 5취온을 실재하는 '나[我]' 또는 '나의 것[我所]'이라고 집착하는 견해이다.
유신견(有身見)은 산스크리트어 원어 사트카야-드르슈티(satkāya-dṛṣṭi)를 의역한 것으로 줄여서 신견(身見)이라고도 한다. 음역하여 살가야견(薩迦耶見: 살가야는 satkāya의 음역이고 견은 dṛṣṭi의 의역임), 살가야달리슬치(薩迦耶達利瑟致: 살가야는 satkāya의 음역이고 달리슬치는 dṛṣṭi의 음역임), 삽가야견(颯迦耶見) 또는 삽가사견(薩迦邪見)이라고도 한다. 또한 의역하여 허위신견(虛偽身見), 위신견(偽身見), 괴신견(壞身見) 또는 이전신견(移轉身見)이라고도 한다. 신사결(身邪結) 또는 신견결(身見結)이라고도 한다.

## 용어
유신견(有身見) 또는 살가야견(薩迦耶見)의 산스크리트어 원어 사트카야-드르슈티(satkāya-dṛṣṭi)에서 카야(kāya, 迦耶, 가야)에 대해서는 모든 불교 부파 또는 종파가 이것이 구성요소들의 화합(和合) · 적취(積聚) · 적집(積集: 쌓인 것)의 뜻이라는데 동의하고 있으며, 5온의 화합체인 신(身, 즉 '나' 또는 자아)을 뜻한다는데 의견을 같이하고 있다.
하지만, 사트(sat, 薩, 살)에 대해서는 부파 또는 종파마다 의견이 다른데 크게 다음의 세 가지 해석이 있다.
- 유(有) 즉 '있음' 또는 '존재'의 의미로 해석하는 경우로, 부파불교의 설일체유부의 견해이다. 이에 따라 사트카야-드르슈티(satkāya-dṛṣṭi)는 '신(身, 즉 '나' 또는 자아)이 있다는 견해', '적집체가 존재한다는 견해' 또는 '5온의 가화합체가 실재한다는 견해'의 뜻으로 해석되어 유신견(有身見) 또는 줄여서 신견(身見)이라 명명된다.[9][10]
- 허위(虛偽) 또는 패괴(敗壞) 즉 '거짓', '가설적인 것' 또는 '깨어지고 부서진다'의 의미로 해석하는 경우로, 부파불교의 경량부의 견해이다. 또한 대승불교의 유식유가행파의 일부에서도 이러한 견해를 가지는데, 예들 들어 안혜의 《대승광오온론》에서는 패괴의 뜻으로 해석하고 있다.[11][12] 이에 따라 사트카야-드르슈티(satkāya-dṛṣṭi)는 '허위의 신(身, 즉 '나' 또는 자아)에 대한 견해', '깨어지고 부서지는 신(身, 즉 '나' 또는 자아)에 대한 견해', '허위의 적집에 대한 견해' 또는 '무상의 적집에 대한 견해'의 뜻으로 해석되어 허위신견(虛偽身見) · 괴신견(壞身見) 또는 위신견(偽身見)이라 명명된다.[9][10]
- 이전(移轉) 즉 '상속하면서 전변한다'의 의미로 해석하는 경우로, 대승불교의 유식유가행파와 법상종의 견해이다. 이에 따라 사트카야-드르슈티(satkāya-dṛṣṭi)는 '의타기성(依他起性)에 의한 인연화합의 산물로서 상속하고 전변하는 신(身, 즉 '나' 또는 자아)에 대한 견해' 또는 '상속 · 전변하는 5온의 가화합체에 대한 견해'의 뜻으로 해석되어 이전신견(移轉身見)이라 명명된다.

## 본질적 성질
《대승오온론》과 《대승광오온론》에 따르면, 살가야견(薩迦耶見, 유신견)의 본질적 성질[性] 즉 본질은 5취온을 보고[觀] '나[我]'라고 생각하거나 '내 것[我所]'이라고 생각하는 염혜(染慧) 즉 염오혜(染污慧) 즉 오염된 지혜이다.
《대승광오온론》에 따르면, 살가야견(薩迦耶見)이라는 낱말에서 살(薩, 산스크리트어: sat)은 패괴(敗壞) 즉 깨어지고 부서진다는 뜻이며, 가야(迦耶, 산스크리트어: kāya)는 화합적취(和合積聚) 즉 화합하여 쌓인다는 뜻이다. 따라서, 살가야(薩迦耶)는 패괴(敗壞)의 적집(積集: 쌓인 것) 즉 무상(無常)의 적집 즉 5취온을 뜻한다. 그리고 견(見)은 염오견을 뜻한다. 따라서 살가야견(薩迦耶見)이란 이러한 패괴의 적집 즉 무상의 적집 즉 5취온에 대해서 하나[一]라는 견해를 가지거나, 영원하다[常]는 견해를 가지거나, 다른 온[異蘊: '나'와는 다른 무더기]이라는 견해를 가지거나, 유아온(有我蘊: '내'가 존재하는 무더기)이라는 견해를 가져서 패괴의 적집 즉 무상의 적집 즉 5취온을 '내 것[我所]' 등으로 여기는 것을 말한다.
또한, 《대승광오온론》의 해설에 따르면, 살(薩, 산스크리트어: sat, 패괴, 깨어지고 부서짐)이라는 낱말은 영원하다는 생각[常想]을 깨뜨리고, 가야(迦耶, 산스크리트어: kāya, 화합적취, 적집)라는 낱말은 하나라는 생각[一想]을 깨뜨린다. 즉, 5취온과 그 구성요소들이 영원하다는 생각을 깨뜨리고, 5취온이 구성요소들의 집합이 아니라 구성요소들을 통괄하는 어떤 '하나의 별도의 실체'라는 생각을 깨뜨린다. 그리고 무상의 적집[無常積集] 가운데는 '나[我]'와 '내 것[我所]'이 존재하지 않는다.
염혜(染慧) 또는 염오혜(染污慧)는 '번뇌와 함께 하는[煩惱俱]' 지혜[慧]를 뜻한다. 즉 번뇌에 물든 상태의 지혜를 가리킨다.

## 본질적 작용
《대승광오온론》에 따르면, 살가야견(薩迦耶見, 유신견)의 본질적 작용[業]은 일체(一切)의 견품(見品) 즉 모든 다른 형태 또는 유형의 염오견의 소의(所依) 즉 의지처 또는 발동근거가 되는 것이다. 달리 말하면, 5견 중 나머지 4견 즉 변집견(邊執見) · 사견(邪見) · 견취(見取) · 계금취(戒禁取)는 모두 그 밑바탕을 보면 살가야견을 근거로 하여 성립된 오염된 견해들, 즉 염혜(染慧) 또는 염오혜(染污慧)이다.

## 구생기·분별기 분별
불교에서는 번뇌를 분류하는 여러 분류법이 있는데, 그 중에 하나가 실천적인 입장에서 번뇌를 분류하여 선천적인 번뇌에 해당하는 구생기 번뇌(俱生起煩惱)와 후천적인 번뇌에 해당하는 분별기 번뇌(分別起煩惱)로 구분하는 것이다. 이 분류는 대승불교의 유식유가행파와 법상종에서의 분류이다. 설일체유부의 번뇌론에서의 용어로는 분별기는 견소단(見所斷)에, 구생기는 수소단(修所斷)에 해당한다.
분별기 번뇌는 부파불교의 설일체유부와 수행론에서는 견도에 도달할 때, 대승불교의 유식유가행파와 법상종의 수행론에서는, 설일체유부의 수행론에서의 견도에 해당하는, 통달위에 도달할 때 모두 끊어진다. 반면, 구생기 번뇌는 견도 이후의 수도의 단계 또는 통달위 이후의 수습위에서 그 일부가 끊어지거나 점차로 약화되다가 최종적으로 성불할 때 완전히 끊어진다.
예를 들어, 유식유가행파의 교학에 따르면, 제7말나식은 항상 아치(我癡) · 아견(我見) · 아만(我慢) · 아애(我愛)의 4번뇌와 상응하는데, 이 4번뇌에는 분별기와 구생기의 2종류가 있으며, 분별기의 4번뇌는 통달위에 도달할 때 모두 끊어지면서 평등성지(平等性智)의 일부가 증득된다. 즉 분별기의 4번뇌에 해당하는 제7말나식의 일부가 평등성지로 질적 변형된다. 구생기의 4번뇌는 수습위에서 점차로 약화되다가 성불할 때 즉 구경위에서 완전히 끊어지며 이 때 평등성지의 전체가 증득된다. 즉 제7말나식이 완전한 평등성지로 질적 변형을 하게 된다.
그런데 어떤 번뇌가 분별기만으로 이루어져 있고 어떤 번뇌가 분별기와 구생기의 2종류로 이루어져 있는 지에 대해서는 설일체유부와 유식유가행파의 견해가 서로 다르다. 예를 들어, 설일체유부에서는 유신견 · 변집견 · 사견 · 견취 · 계금취의 5견은 모두 분별기 즉 견소단으로, 따라서 견도에서 모두 끊어진다고 본다. 반면, 유식유가행파의 논서인 《대승오온론》·《성유식론》 등에 따르면, 유신견 · 변집견 · 사견 · 견취 · 계금취의 5견 가운데 유신견 · 변집견의 2견에는 구생기와 분별기의 2종류가 있다. 이에 비해 사견 · 견취 · 계금취의 3견에는 분별기의 1종류만이 있다.
즉, 유식유가행파에 따르면 유신견에는 분별기 유신견(分別起有身見)과 구생기 유신견(俱生起有身見)의 2종류가 있다. 분별기 유신견은 사사(邪師: 그릇된 스승) · 사교(邪敎: 그릇된 가르침) 또는 사사유(邪思惟: 그릇된 사유)에 근거하여 후천적으로 습득된 번뇌이며 견도 또는 통달위에 도달할 때 완전히 끊어진다. 구생기 유신견은 견도 이후의 수도 또는 통달위 이후의 수습위에서 점차로 약화되다가 성불할 때 즉 구경위에서 완전히 끊어진다. 설일체유부와 유식유가행파의 유신견 · 변집견에 대한 견해 차이는 비록 경지가 높아질수록 아치(我癡) · 아견(我見) · 아만(我慢) · 아애(我愛)의 4번뇌의 힘이 약화되기는 하지만 완전히 끊어지는 것은 아니기 때문에, 성불하기 직전까지 제7말나식이 이들 4번뇌와 항상 상응한다는 유식유가행파의 교의에 기인한다. 달리 말하면, 유신견 · 변집견에 대한 견해 차이는 6식 외에 말나식과 아뢰야식의 2가지 식이 더 존재한다는 인식론 또는 심식론에 따른 차이이다.

## 같이 보기
- 견 (5견 · 8견)
- 3결(三結): 신사결(身邪結) · 계도결(戒盜結) · 의결(疑結)
- 아사(我事): 아상사(我相事) · 아소사(我所事)
- 8정도와 8사행
- 10악
- 인과
- 연기법과 12연기
- 도리
- 상속
- 유전
- 정이

- 3도: 견도 · 수도 · 무학도
  - 견도: 16심 · 고법지인
  - 무학도: 34심
  - 성문 수행계위: 4향4과 - 10결(= 5하분결 + 5상분결)
  - 보살 수행계위: 52위
- 현관: 4제현관 · 6현관
- 유루와 무루
- 번뇌의 해석
- 번뇌의 다른 이름
  - 개 · 결 · 계 · 구 · 구애 · 궤 · 근 · 뇌 · 누 · 박 · 상해 · 소 · 소유 · 소해 · 수면 · 수번뇌 · 악행 · 액 · 열 · 유쟁 · 쟁 · 전 · 전 · 조림 · 주올 · 취 · 치연 · 폭류 · 화
- 번뇌의 작용
- 번뇌의 분류
  - 3루
  - 4액
  - 4취
  - 4폭류
  - 5부: 견고소단 · 견집소단 · 견멸소단 · 견도소단 · 수도소단 = 견소단 + 수소단
  - 5주지번뇌
  - 견혹 + 수혹 = 견소단 + 수소단 = 미리혹 + 미사혹 = 분별기 + 구생기
  - 근본번뇌 + 수번뇌
  - 번뇌장 + 소지장
- 번뇌 = 근본번뇌 + 수번뇌
  - 근본번뇌 = 수면
    - 3근본번뇌: 탐 · 진 · 치
    - 6수면: 탐 · 진 · 만 · 무명 · 견 · 의
    - 7수면: 욕탐 · 진 · 유탐 · 만 · 무명 · 견 · 의
    - 10수면: 탐 · 진 · 만 · 무명 · 유신견 · 변집견 · 사견 · 견취 · 계금취 · 의
    - 12수면: 욕탐 · 진 · 색탐 · 무색탐 · 만 · 무명 · 유신견 · 변집견 · 사견 · 견취 · 계금취 · 의
    - 98근본번뇌(설일체유부)
      - 견혹 = 견소단 = 미리혹 = 분별기: 설일체유부의 88근본번뇌
      - 수혹 = 수소단 = 미사혹 = 구생기: 설일체유부의 10근본번뇌

    - 128근본번뇌(유식유가행파)
      - 견혹 = 견소단 = 미리혹 = 분별기: 유식유가행파의 112근본번뇌
      - 수혹 = 수소단 = 미사혹 = 구생기: 유식유가행파의 16근본번뇌

  - 수번뇌 = 전
    - 8전 · 10전 · 6번뇌구
    - 19수번뇌(설일체유부)
      - 소번뇌지법의 10가지 모두: 분 · 부 · 간 · 질 · 뇌 · 해 · 한 · 첨 · 광 · 교
      - 대불선지법의 2가지 모두: 무참 · 무괴
      - 대번뇌지법의 6가지 가운데 5가지: 방일 · 해태 · 불신 · 혼침 · 도거
      - 부정지법의 8가지 가운데 2가지: 수면 · 악작

    - 20수번뇌(유식유가행파)
      - 소수번뇌심소의 10가지 모두: 분 · 한 · 부 · 뇌 · 질 · 간 · 광 · 첨 · 해 · 교
      - 중수번뇌심소의 2가지 모두: 무참 · 무괴
      - 대수번뇌심소의 8가지 모두: 도거 · 혼침 · 불신 · 해태 · 방일 · 실념 · 산란 · 부정지
- 번뇌 = 잡염 = 유부무기 + 불선
  - 유부무기
    - 욕계의 번뇌의 일부 · 색계의 번뇌 · 무색계의 번뇌
    - 4근본번뇌(말나식의 4번뇌: 아치 · 아견 · 아만 · 아애)

  - 불선 · 악
    - 욕계의 번뇌의 대다수
    - 불선근
    - 5악 · 10악
- 번뇌 = 108번뇌 = 98수면 + 10전
- 번뇌 = 개: 5개
- 번뇌 = 결: 2결 · 3결 · 4결 · 5결 · 9결 · 10결(= 5하분결 + 5상분결) · 98결 · 108결
- 번뇌 = 구애: 3구애 · 5구애
- 번뇌 = 뇌: 3뇌
- 번뇌 = 누: 3루
- 번뇌 = 박: 3박 · 4박
- 번뇌 = 사: 7사 · 10사 · 98사 · 128사
- 번뇌 = 악행: 3악행
- 번뇌 = 취: 2취 · 4취

## 참고 문헌
- 곽철환 (2003). 《시공 불교사전》. 시공사 / 네이버 지식백과. |title=에 외부 링크가 있음 (도움말)
- 구나발타라(求那跋陀羅) 한역 (K.650, T.99). 《잡아함경(雜阿含經)》. 한글대장경 검색시스템 - 전자불전연구소 / 동국역경원. K.650(18-707), T.99(2-1). |title=에 외부 링크가 있음 (도움말)
- 권오민 (2003). 《아비달마불교》. 민족사.
- 세우 지음, 현장 한역, 송성수 번역 (K.949, T.1542). 《아비달마품류족론》. 한글대장경 검색시스템 - 전자불전연구소 / 동국역경원. K.949(25-149), T.1542(26-692). |title=에 외부 링크가 있음 (도움말)
- 세친 지음, 현장 한역, 권오민 번역 (K.955, T.1558). 《아비달마구사론》. 한글대장경 검색시스템 - 전자불전연구소 / 동국역경원. K.955(27-453), T.1558(29-1). |title=에 외부 링크가 있음 (도움말)
- 세친 지음, 현장 한역, 송성수 번역 (K.618, T.1612). 《대승오온론》. 한글대장경 검색시스템 - 전자불전연구소 / 동국역경원. K.618(17-637), T.1612(31-848). |title=에 외부 링크가 있음 (도움말)
- 안혜 지음, 지바하라 한역, 조환기 번역 (K.619, T.1613). 《대승광오온론》. 한글대장경 검색시스템 - 전자불전연구소 / 동국역경원. K.619(17-641), T.1613(31-850). |title=에 외부 링크가 있음 (도움말)
- 운허.  동국역경원 편집, 편집. 《불교 사전》. |title=에 외부 링크가 있음 (도움말)
- 호법 등 지음, 현장 한역, 김묘주 번역 (K.614, T.1585). 《성유식론》. 한글대장경 검색시스템 - 전자불전연구소 / 동국역경원. K.614(17-510), T.1585(31-1). |title=에 외부 링크가 있음 (도움말)
- 황욱 (1999). 《무착[Asaṅga]의 유식학설 연구》. 동국대학원 불교학과 박사학위논문.
- (중국어) 구나발타라(求那跋陀羅) 한역 (T.99). 《잡아함경(雜阿含經)》. 대정신수대장경. T2, No. 99, CBETA. |title=에 외부 링크가 있음 (도움말)
- (중국어) 규기 찬 (T.1830). 《성유식론술기(成唯識論述記)》. 대정신수대장경. T43, No. 1830, CBETA. |title=에 외부 링크가 있음 (도움말)
- (중국어) 星雲. 《佛光大辭典(불광대사전)》 3판. |title=에 외부 링크가 있음 (도움말)
- (중국어) 무착 조, 현장 한역 (T.1602). 《현양성교론(顯揚聖教論)》. 대정신수대장경. T31, No. 1602, CBETA. |title=에 외부 링크가 있음 (도움말)
- (중국어) 무착 조, 현장 한역 (T.1605). 《대승아비달마집론(大乘阿毘達磨集論)》. 대정신수대장경. T31, No. 1605, CBETA. |title=에 외부 링크가 있음 (도움말)
- (중국어) 세우 조, 현장 한역 (T.1542). 《아비달마품류족론(阿毘達磨品類足論)》. 대정신수대장경. T26, No. 1542, CBETA. |title=에 외부 링크가 있음 (도움말)
- (중국어) 세친 조, 현장 한역 (T.1558). 《아비달마구사론(阿毘達磨俱舍論)》. 대정신수대장경. T29, No. 1558, CBETA. |title=에 외부 링크가 있음 (도움말)
- (중국어) 세친 조, 현장 한역 (T.1612). 《대승오온론(大乘五蘊論)》. 대정신수대장경. T31, No. 1612, CBETA. |title=에 외부 링크가 있음 (도움말)
- (중국어) 세친 조, 현장 한역 (T.1614). 《대승백법명문론(大乘百法明門論)》. 대정신수대장경. T31, No. 1614, CBETA. |title=에 외부 링크가 있음 (도움말)
- (중국어) 안혜 조, 지바하라 한역 (T.1613). 《대승광오온론(大乘廣五蘊論)》. 대정신수대장경. T31, No. 1613, CBETA. |title=에 외부 링크가 있음 (도움말)
- (중국어) 안혜 조, 현장 한역 (T.1606). 《대승아비달마잡집론(大乘阿毘達磨雜集論)》. 대정신수대장경. T31, No. 1606, CBETA. |title=에 외부 링크가 있음 (도움말)
- (중국어) 호법 등 지음, 현장 한역 (T.1585). 《성유식론(成唯識論)》. 대정신수대장경. T31, No. 1585, CBETA. |title=에 외부 링크가 있음 (도움말)